# Pharmasset
Pharmasset Inc. — фармацевтична компанія, розміщена в американському місті Принстоні, штат Нью-Джерсі. Компанія розробляє противірусні препарати проти ВІЛ (у тому числі рацивір), гепатиту B (у тому числі клевудин, маркетингова назва «левовір»), та гепатиту C. У листопаді 2011 року, «Pharmasset» придбала інша американська фармацевтична компанія — «Gilead» за 11,2 мільярди доларів.

## Історія
«Pharmasset» заснований у 1998 році Реймундом Скіназі і Деннісом Ліоттою, вченими з Університету Еморі. Попередньо компанія була зареєстрована в Барбадосі (як Pharmasset, Ltd.) і окремо в Джорджії. Проте пізніше, 8 червня 2004 року, компанія змінила місце реєстрації на штат Делавер у зв'язку із кращими умовами бізнесу, пов'язані з розвинутою у штаті місцевою системою корпоративного права, спрямованого на захист інвестицій.
Первинна публічна пропозиція акцій «Pharmasset» відбулась 27 квітня 2007 року, коли вперше відбувся їх лістинг на NASDAQ. Коефіцієнт рентабельності інвестицій компанії за перші три бюджетні періоди (9 місяців) 2011 року становив 278 %. Серед фінансових аналітиків у цей період 17 оцінило акції компанії як «хороша покупка» або «можлива покупка», а двоє оцінили як «утриматись від покупки». «Pharmasset» у цей період був однією з найкращих компаній у США, які торгують на фондових біржах дрібними акціями (ціною $1,50 за акцію) на 1 січня 2011 року.

## Маркетинг
«Pharmasset» позиціонує себе як дослідницька компанія, яка найбільшу увагу н6адає розробці пероральних лікарських засобів для лікування вірусного гепатиту C. Іншим пріоритетом компанії є клінічні дослідження рацивіру — антиретровірусного препарату. Переважна більшість розроблених компанією лікарських препаратів належать до групи нуклеозидних аналогів.
Розроблений компанією «Pharmasset» лікарський препарат, початково відомий як PSI-7977, подальші дослідження і маркетинг якого проводила компанія «Gilead Sciences», був затверджений FDA як софосбувір (торговельна марка «Совалді») для лікування хронічного вірусного гепатиту С у грудні 2013 року.
Компанія «Pharmasset» на ринку конкурує з такими фармацевтичними компаніями, як «Abbott Laboratories»,, «Merck & Co» і «Vertex Pharmaceuticals».

## Совалді
«Pharmasset» є розробником софосбувіру (торговельна марка «Совалді»). Коли «Gilead Sciences» викупив «Pharmasset» за 11,2 мільярди доларів у 2012 році, вартість курсу лікування софосбувіром становила 36 тисяч доларів. Банки-інвестори «Gilead Sciences» «Barclays» і «Bank of America Merrill Lynch» (підрозділ «Bank of America») заявили, що вартість компанії «Pharmasset» значно зросла під час переговорів про придбання компанії і пов'язана із дороговартісною розробкою «Совалді». Згідно публікацій в «The Wall Street Journal», вартість курсу лікування «Совалді» становить 84 тисячі доларів. На підставі цих публікацій фінансовий комітет Сенату США змушений був звернутись із листом до головного виконавчого директора «Gilead» із запитанням, скільки компанія «Pharmasset» витратила коштів на дослідження і розробку «Совалді» та скільки коштів витратила «Gilead Sciences» на «потреби, пов'язані з подальшим дослідженням Совалді у зв'язку із викупленням прав на препарат у 2012 році».